# Маркус Кін
Маркус Кін (народився 6 травня 1995) — американський баскетболіст клубу «Прометей» Латвійсько-Естонської баскетбольної ліги, грає на позиції Розігруючий захисник.

## Кар'єра середньої школі
Кін народився у військовому госпіталі в Німеччині, де його батьки служили у ВПС. Кін навчався в середній школі Ерла Воррена в Сан-Антоніо, штат Техас , де набрав понад 1600 балів за свою кар'єру і закінчив школу як найкращий бомбардир за всю історію. Під час навчання на другому та молодшому курсах Кін набрав 781 очко, а лише в старшому сезоні він набрав 869. На молодшому курсі Кіна його назвали в команду штату, міста та суперміста. У старшому сезоні Кіна він набирав у середньому 25 очок, чотири підбирання та чотири передачі за гру. У нього була лише одна пропозиція стипендії Дивізіону I на останньому курсі, штат Янгстаун, яку він прийняв.

## Кар'єра в університеті

### Штат Янгстаун
Перший сезон Кіна в Янгстаун Стейт (2013–14) показав йому помірний успіх. Він набирав у середньому 6,5 очок за гру в 22 зіграних іграх, включаючи один вихід у стартовому складі. За рік він набрав 149 балів. У 2014–2015 роках його сезон був «зростанням і падінням», але він показав хороші результати, набираючи в середньому 15,6 очок за гру, що лідирувало в команді та було шостим за показником у Лізі Горизонт. Одного разу він був відсторонений за те, що зламав носа товаришу по команді, і його загальне задоволення не було високим; Кін хотів грати розігруючим захисником, але його призначили захисником, що кидає спот-ап. Після гри проти «Сентрал Мічиган», чий активний напад і «вільний» стиль гри сподобалися Кіну, він поспілкувався з помічником тренера «Сентрал Мічиган». Кін вирішив перейти незабаром після цього. 

### Центральний Мічіган
У 2015–2016 роках Кіну довелося відсидіти свій перший сезон у «Централь Мічигану» через правила NCAA щодо права переходу. У тому сезоні він грав як скаут проти стартів, але часто домінував над ними. Одного разу Кін набрав 37 очок проти них у сутичці. Другий охоронець Брейлон Рейсон сказав: «Ми не могли нічого з ним вдіяти. Це було настільки, що нам просто довелося з цим жити».
Кін закінчив сезон 2016–17, набираючи в середньому 30,0 очок за гру, ставши першим гравцем, який набирав у середньому принаймні 30 очок після Чарльза Джонса з LIU Brooklyn під час сезону 1996–97 20 років тому. 14 березня було оголошено, що Кін перевірить свій запас на драфті НБА на 2017 рік , і він матиме можливість повернутися до Центрального Мічигану до призначення лотереї драфту НБА. Через місяць Кін підписав контракт з агентом, таким чином припинивши його право на коледж.

## Професійна кар'єра

### Академія Динамо Кальярі (2017–2018)
Після того, як він не був обраний на драфті НБА на 2017 ріку, він приєднався до «Вашингтон Візардс» для участі в Літній лізі НБА 2017 року. Після того, як йому не вдалося підписати контракт на регулярний сезон з Wizards, Кін підписав контракт, щоб грати в італійській Серії A2 за «Академію Кальярі Динамо». У своєму першому сезоні він набирав у середньому 18,8 очка, 4,5 підбирання та 2,9 передачі за 30 ігор.

### Мемфіс Хасл (2018–2019)
7 грудня 2018 року Кін підписав контракт з командою «Мемфіс Хастл» з Джі-Ліга НБА. 

### Юлонь Лаксджен Дайнос (2019–2020)
1 березня 2019 року Кін підписав контракт з «Юлонь Лаксджен Дайнос» з Корейської баскетбольної ліги (KBL).

### Калев (2020–2021)
27 серпня 2020 року Кін підписав контракт з командою з Естонії «Калев» яка виступає в  латвійсько-естонській баскетбольній лізі. Допоміг команді здобути золоті медалі Латвійсько-естонської ліги.

### Цедевіта Олімпія (2021-2022)
4 липня 2021 року Кін підписав контракт з КК «Цедевіта Олімпія» у вищому рівні Словенської баскетбольної ліги. Після гри в 11 іграх, в яких він набирав в середньому 11,6 очок і 3,1 передачі за гру, він розлучився з командою 14 листопада.

### Паллаканестро Варезе (2021–2022)
16 листопада 2021 року Кін підписав контракт з «Паллаканестро Варезе» з італійської Серії A2. Став одним з лідерів команди, провів 19 ігор, в яких він набирав в середньому 18,7 очок і 4,1 передачі за гру, 2,4 підберань.

### Страсбур (2022–2023)
1 липня 2022 року Кін підписав контракт із «Страсбур» із французького Pro A. Провів 33 ігри в яких він набирав в середньому 19,7 очок і 4,3 передачі за гру, 2,2 підберань. 

### Прометей (2023–до тепер)
29 червня 2023 року він підписав контракт з «Прометеєм» який виступає в Латвійсько-естонській баскетбольній лізі та Єврокубоку. 

## Досягнення

### Естонії
- Чемпіони Естонії: 2020/2021.
- Переможець Кубока Естонії: 2020.

### Словенія
Переможець Суперкубока Словенії: 2021.

### Міжнародні
- Чемпіони Латвійсько-естонська баскетбольна ліга: 2020-2021.

### Індивідуальні нагороди
- Найкращий бомбардир Кубка Азії ФІБА 2018.
- Найкращий бомбардир Єдиної ліги ВТБ 2021.